# 1986 год в музыке

## События
- В Зал славы авторов песен были включены Чак Берри, Бадди Холли, Джимми Уэбб, Марвин Хэмлиш а также Фелис и Будло Брайант.
- Из группы Pink Floyd официально уходит Роджер Уотерс
- Официально объявлено о роспуске группы Rainbow
- Сергей Калугин дал свой первый квартирный концерт
- В составе группы «Кино» произошло последнее изменение, бас-гитару повесил на себя Игорь Тихомиров из арт-роковой группы «Джунгли».
- Американский исполнитель кантри-музыки Гарт Брукс женился на своей первой жене Сэнди.
- Распалась британская панк-рок группа The Clash.
- На телевизионных экранах ЦТ СССР состоялась премьера многосерийного документально-музыкального фильм-концерта «Все клоуны», посвящённого наиболее знаменитым клоунам советского цирка, с участием многих артистов эстрады: Михаил Боярский, Владимир Пресняков (мл.), ВИА «Весёлые ребята», «Земляне», и др.

## Хронология
- 17 января — У Оливии Ньютон-Джон и её мужа, актёра Мэтта Латтанци родилась дочь Хлоя Роуз.
- 23 января — Состоялась первая церемония включения выдающихся музыкантов в Зал Славы Рок-н-ролла. Первыми удостоенными такой чести артистами стали: Чак Берри, Джеймс Браун, Рэй Чарльз, Фэтс Домино, The Everly Brothers, Бадди Холли, Джерри Ли Льюис и Элвис Пресли.
- 1 февраля — В Женеве (Швейцария), состоялось бракосочетание американской певицы и актрисы Дайаны Росс и норвежского бизнесмена и альпиниста Арне Нэсса мл. (несмотря на то, что они официально зарегистрировали свои отношения ещё 23 октября 1985 года в Нью-Йорке). На свадебной церемонии присутствовало около 240 друзей и родственников.
- 21 февраля — «The Dead Kennedys» отыграли свой последний концерт в Калифорнийском университете в Дэвисе (Калифорния, США).
  - Леонард Коэн снялся в телесериале «Полиция Майами: отдел нравов», сыграв эпизодическую роль французского агента Интерпола Золана (Zolan).
- 14 марта — Фрэнк Заппа появился в телесериале «Полиция Майами: отдел нравов», сыграв небольшую роль наркоторговца-отшельника Марио Фуэнте (Mario Fuente).
- 27 марта — Сэмми Хагар первый раз выступил с концертом в качестве фронтмена «Van Halen».
- 12 апреля — вокалистка и основательница женской рок-н-ролльной группы «The Go-Go's», Белинда Карлайл вышла замуж за политика, актёра и продюсера Моргана Мэйсона.
- 2 мая — Суперзвезда кантри-музыки Долли Партон стала совладелицей парка развлечений, названного в её честь Долливудом. Парк расположен в городе Пиджеон-Фордж, в штате Теннесси.
- 5 мая — В Нью-Йорке (США), основатель фирмы грамзаписи «Atlantic Records» а также председатель Зала славы рок-н-ролла Ахмет Эртеган объявил, что местом для строительства музея зала Славы был выбран город Кливленд в штате Огайо.
- 10 мая — Барабанщик «Mötley Crüe» Томми Ли женился на актрисе Хизер Локлир. (Они развелись в августе 1993 года).
- 16 мая — В день своего 40-летия гитарист «King Crimson» Роберт Фрипп женился на Тойе Уиллкокс.
- 31 мая — в г. Лидс (Великобритания) в небольшом пабе «Grove Inn, Holbeck» состоялось первое дебютное выступление супергруппы «The Notting Hillbillies».
- 27 июня — «Black Flag» отыграли свой последний концерт в Детройте (Мичиган, США).
- 15 июля — Эрик Клэптон выступил с концертом в Национальном выставочном центре в Бирмингема, в котором также приняли участие Фил Коллинз, Грег Филлингейнс (en:Greg Phillinganes) и Натан Ист (Nathan East). Видеоверсия концерта была издана на DVD в 2003 году.
- 27 июля — вокалистка «Heart» Нэнси Уилсон вышла замуж за режиссёра, сценариста и бывшего журналиста «Rolling Stone» Кэмерона Кроу.
- 29 июля — В Нэшвилле (Теннесси), американский певец и автор-исполнитель Пол Дэвис (Paul Davis (singer)[англ.]) подвергся нападению со стороны неизвестного вооружённого преступника подошедшего к нему и потребовавшего бумажник. Музыкант был ранен одним выстрелом в живот, а затем госпитализирован в критическом состоянии. По этому делу никто задержан не был.
- 9 августа — британская рок-группа Queen отыграла в Небуорт-хаусе свой 705-й и последний концерт в классическом составе. В следующий раз они выйдут на сцену в 1992 году на трибьют-концерте памяти Фредди Меркьюри.
- 21 августа — Итальянская модель и актриса Лори Дель Санто (Lory Del Santo[англ.]) родила от рок-музыканта Эрика Клэптона сына Конора.
- 28 августа — Тина Тёрнер была удостоена звезды на голливудской «Аллее славы».
- 31 октября — Состоялось открытие надгробного памятника Фёдору Шаляпину на Новодевичьем кладбище в Москве.
- 7 ноября — кантри-певец Вилли Нельсон принял участие в телесериале «Полиция Майами: отдел нравов», снявшись в роли отставного техасского рейнджера Джейка Пирсона (Jake Pierson).
- 6 декабря — Сергеем Кузнецовым и Юрием Шатуновым была создана группа «Ласковый май».

## Образовавшиеся группы
- Green Day
- No Doubt
- Roxette
- Ва-БанкЪ
- The Posies
- Asparez
- Vostan Hayots
- Вопли Видоплясова
- Elips
- Рок-Острова
- Рок-Синдром
- Чёрный Лукич
- Ласковый Май
- Мираж
- НИИ Косметики
- Настя
- Калинов мост
- J.M.K.E.

## Распавшиеся группы
- Black Flag
- Fecal Matter
- The Police
- Wham!
- Аэробус
- Бэд Бойз
- Гулливер
- Р-Клуб
- Урфин Джюс

## Выпущенные альбомы
См. также категорию альбомов, выпущенных в 1986 году
- Алла Пугачёва в Стокгольме (Алла Пугачёва)
- Дискоклуб 16 (Валерий Леонтьев)
- 18 (Chicago)
- Abominations of Desolation (Morbid Angel, demo-альбом)
- Animal Magic (The Blow monkeys)
- Who Made Who (AC/DC)
- Balance of Power (Electric Light Orchestra)
- Beyond the Gates (Possessed)
- Счастья в личной жизни! (Алла Пугачёва)
- Black Celebration (Depeche Mode)
- Brotherhood (New Order)
- Cinema (Nazareth)
- Constrictor (Элис Купер)
- Dreams (Klaus Schulze)
- Emerson, Lake and Powell (Emerson, Lake & Palmer)
- Eternal Devastation (Destruction)
- Fahrenheit (Toto)
- Graceland (Пол Саймон)
- I miei americani 2 (Адриано Челентано)
- In The Army Now (Status Quo)
- In the Middle of Nowhere (Modern Talking)
- Inside the Electric Circus (W.A.S.P.)
- Intermission (Dio)
- Invisible Touch (Genesis)
- A Kind of Magic (Queen)
- Labyrinth (Дэвид Боуи)
- Lifes Rich Pageant (R.E.M., 28 июля)
- Master Of Puppets (Metallica)
- Morbid Visions (Sepultura)
- Pure Fucking Armageddon (Mayhem)
- Notorius (Duran Duran)
- Nuovi eroi (Эрос Рамаццотти)
- Obsessed by Cruelty (Sodom)
- Orgasmatron (Motorhead)
- The Other Side of Life (The Moody Blues)
- Peace Sells... But Who's Buying? (Megadeth)
- Please (Pet Shop Boys)
- Pleasure to Kill (Kreator)
- Raised On Radio (Journey)
- Ready for Romance (Modern Talking)
- Red Wave (Аквариум, Кино, Алиса, Странные игры)
- Reign In Blood (Slayer)
- Revenge (Eurythmics)
- Rockbird (Debbie Harry)
- Russian Roulette (Accept)
- Scoundrel Days (A-ha)
- Seventh Star (Black Sabbath)
- Slippery When Wet (Bon Jovi)
- So (Питер Гэбриел)
- Somewhere in Time (Iron Maiden)
- Tritonian Nash-Vegas Polyester Complex (No Trend)
- True Blue (Мадонна)
- True Stories (Talking Heads)
- Turbo (альбом) (Judas Priest)
- Twitch (Ministry)
- The Ultimate Sin (Оззи Осборн)
- Walls of Jericho (Helloween)
- Wonderland (Erasure)
- Рок-н-ролльный Марафон (Карнавал, магнитоальбом)
- В добрый час (Машина времени)
- Вернись в Сорренто (АукцЫон)
- Д’обсервер (концертная запись, АукцЫон)
- Девочки-венерочки (Владимир Асмолов)
- Десять стрел (Аквариум)
- Иероглиф (Пикник)
- Иллюзорный мір (Крематорий)
- Музыка драчёвых напильников (Ноль)
- Ночь (Кино)
- Опера-86 (Вежливый отказ)
- Поколение Икс (Алиса)
- Разлука (Наутилус Помпилиус)
- С кем ты? (Ария)
- Светлый металл (Чёрный кофе)
- Жизнь замечательных мужчин (Центр)
- Нет причин (Левон Варданян)
- Фронт (Бэд Бойз)
- The Final Countdown (Europe)
- Ночной бит (Инструкция по выживанию)
- Игра в бисер перед свиньями (Гражданская Оборона)

## Концерты и туры
- Queen - "Magic tour"

## Лучшие песни года
- «Bizarre Love Triangle» (New Order)
- «Walk This Way» (Aerosmith и Run DMC)
- «Kiss» (Принс)
- «Graceland» (Пол Саймон)
- «Master of Puppets» (Metallica)
- «Livin' on a Prayer, You Give Love a Bad Name» (Bon Jovi)
- «The Final Countdown» (Europe)
- «Wild Wild Life» (Talking Heads)
- «In the Army Now» (Status Quo)
- «Walk Like an Egyptian» (The Bangles)

## Продажи
- Самый продаваемый альбом в США (Billboard Top 200) — «Whitney Houston» (Уитни Хьюстон)
- Самый продаваемый альбом в Великобритании — «True Blue» (Мадонна)
- Самый продаваемый сингл в США (Billboard Hot 100) — «That’s What Friends Are For» (Дайон Уорвик, Глэдис Найт, Стиви Уандер, Элтон Джон)
- Самый продаваемый сингл в Великобритании — «Don’t Leave Me This Way» (The Communards)

## Награды
- «Грэмми» за альбом года — Пол Саймон за «Graceland»
- «Грэмми» за запись года — Стив Уинвуд за «Higher Love»
- «Грэмми» за песню года — «That’s What Friends Are For» (авторы — Берт Бакарак и Кэрол Байер Сейджер)
- Brit Awards за лучшие британские записи: сингл — «West End Girls» (Pet Shop Boys), альбом — «Brothers in Arms» (Dire Straits)
- Группа «Земляне» стала Группой года № 4 по версии «Хит-парада „Звуковой дорожки“» газеты «Московский комсомолец».

### Зал славы рок-н-ролла
Исполнители:
- The Everly Brothers (Дон Эверли и Фил Эверли)[1]
- Чак Берри[2]
- Джеймс Браун[3]
- Фэтс Домино[4]
- Сэм Кук[5]
- Джерри Ли Льюис[6]
- Элвис Пресли[7]
- Литл Ричард[8]
- Бадди Холли[9]
- Рэй Чарльз[10]

Раннее влияние:
- Роберт Джонсон[11]
- Джимми Роджерс[12]
- Джимми Янси[13]

Неисполнители:
- Сэм Филлипс[14]
- Алан Фрид[15]

Жизненные достижения:
- Джон Хэммонд[16]

### Зал славы авторов песен
- Чак Берри[17]
- Будло Брайант[18]
- Фелис Брайант[19]
- Джимми Уэбб[20]
- Бадди Холли[21]
- Марвин Хэмлиш[22]

Награда Джонни Мерсера:
- Митчелл Пэриш[англ.][23]

Награда Эйба Олмена издателю:
- Лео Фейст[англ.][24]

### Зал славы кантри
- Герцог Падуки[англ.][25]
- Уэсли Роуз[англ.][26]

## Родились
- 6 января — Алекс Тёрнер — британский музыкант, солист группы «Arctic Monkeys».
- 20 января — Ольга Бузова — российская певица, телеведущая, модельер, актриса.
- 22 января — Ольга Романовская — украинская певица, телеведущая, модель и дизайнер. Бывшая участница поп-группы «ВИА ГРА».
- 24 января — Кристиану Араужу (ум. 2015) — бразильский певец и музыкант.
- 1 февраля — Дария Ставрович — российская певица, композитор, вокалистка группы «Слот».
- 21 февраля — Шарлотта Чёрч — уэльская певица, актриса и автор песен.
- 25 февраля — Дэнни Сауседо — шведский певец.
- 5 марта — Мика Ньютон — украинская певица и актриса.
- 12 марта — Николай Редькин — российский музыкальный журналист и ютубер, со-основатель шоу Вписка, участник группы «Боди».
- 17 марта — Майлз Кейн — британский музыкант.
- 28 марта — Леди Гага — американская певица, актриса, продюсер и автор песен.
- 1 апреля — Monatik — украинский певец, танцор, хореограф, автор песен и композитор.
- 9 апреля — Лейтон Марисса Мистер — американская актриса, певица, автор песен, фотомодель.
- 30 апреля — Яжевика — российская певица и композитор.
- 13 мая — Александр Рыбак — норвежский певец и скрипач белорусского происхождения.
- 7 июня — Глюк’OZA — российская певица.
- 9 июля — Кили Уильямс — американская певица и актриса, участница группы 3LW.
- 9 сентября — Кети Топурия — грузинская и российская певица, вокалистка группы «А’Студио».
- 17 сентября — Софи (ум. 2021) — шотландский музыкант, продюсер, певица, автор песен и диджей.
- 1 октября — Саяка Канда (ум. 2021) — японская актриса, певица и сэйю.
- 3 ноября — Джасмин Триас[англ.] — американская певица.
- 4 ноября
  - Алекс Джонсон — канадская актриса и певица.
  - СД — российский рэпер, участник группы UnderWHAT? и объединения «Антихайп».
- 5 ноября — БоА — южнокорейская певица, актриса и автор песен.
- 9 ноября — Замай — российский рэпер, баттл-рэпер, основатель и участник объединения «Антихайп».
- 25 ноября — Кэти Кэссиди — американская актриса, певица и фотомодель.

## Скончались
- 4 января — Фил Лайнотт (36) — ирландский и британский певец, музыкант и автор песен, основатель, вокалист и бас-гитарист группы Thin Lizzy
- 4 марта — Ричард Мэнуел[англ.] (42) — канадский композитор, певец и мультиинструменталист, пианист и вокалист группы The Band
- 31 марта — О’Келли Айзли-младший[англ.] (48) — американский певец, один из основателей группы The Isley Brothers
- 13 июня — Дин Рид (47) — американский актёр и певец
- 27 сентября — Клифф Бёртон (24) — американский музыкант, бас-гитарист групп Trauma и Metallica
- 12 октября — Сабольч Феньеш (74) — венгерский композитор
- 19 декабря — Иван Акиртава (48/49) — советский абхазский композитор, музыкальный педагог и музыковед
- 24 декабря — Григорий Чхиквадзе, грузинский советский музыковед-фольклорист, композитор
- 29 декабря — Джон Антилл (82) — австралийский композитор и дирижёр